# Großer Stephansberg
Der Große Stephansberg ist ein 456,1 Meter hoher Berg im Pfälzerwald.

## Geographie

### Lage
Der Berg liegt im Osten der Waldgemarkung der Ortsgemeinde Lemberg. An seiner Nordflanke entspringen der Kleine Salzbach und der Katzenbach. Auf dem Berg selbst befindet sich der Blacksbrunnen. Nächstgelegene Siedlungen sind die nordwestlich liegende Lemberger Annexe Glashütte und weiter nördlich die ebenfalls zu Lemberg gehörende Siedlung Langmühle. Südöstlich erstreckt sich außerdem der 414,1 m hohe Große Spießkopf, südlich der 467 m messende Hohe Kopf, nördlich das Buchbacher Eck, nordwestlich der 379,9 m hohe Hüttenberg und nordöstlich das 412,6 m hohe Hühnerauer Eck.

### Naturräumliche Zuordnung
1. Großregion 1. Ordnung: Schichtstufenland beiderseits des Oberrheingrabens
2. Großregion 2. Ordnung: Pfälzisch-saarländisches Schichtstufenland
3. Großregion 3. Ordnung: Pfälzerwald
4. Region 4. Ordnung (Haupteinheit): Wasgau
5. Region 5. Ordnung: Südwestlicher Pfälzerwald

## Natur
Der Große Stephansberg bildet eine 181 Hektar große Kernzone des Biosphärenreservats Pfälzerwald-Vosges du Nord. Auf seiner Nordwestflanke befindet sich mit der Eiche am Stephanshäuschen ein Naturdenkmal. Mit dem Grafenfelsen existiert zudem eine Felsformation.

## Bauwerke
Auf dem Berg befindet sich mit dem Stephanshäuschen eine Unterkunft.